# District historique d'Old Faithful
Le district historique d'Old Faithful – ou Old Faithful Historic District en anglais – est un district historique américain dans le comté de Teton, au Wyoming. Protégé au sein du parc national de Yellowstone, il est inscrit au Registre national des lieux historiques depuis le 7 décembre 1982. Il comprend notamment l'Old Faithful Inn et l'Old Faithful Lodge mais aussi la Lower Hamilton Store et l'Upper Hamilton Store
En 2004, l'Old Faithful a subi un lourd programme de rénovation. Dans le but, premièrement, de respecter les codes du bâtiment, mais aussi pour rendre à cet espace tout le charme de sa rusticité, en restaurant le hall de manière à se rapprocher de la conception originale de Reamer. On peut rajouter à ce changement d'autres modifications, telles que :
- le renforcement de la structure des murs et du toit avec de l'acier, pour résister à de potentiels séismes.
- la modernisation des systèmes électriques et de plomberie, remplacés et rendus plus discrets[1].